# Margaret Sarah Carpenter
Margaret Sarah Carpenter (de soltera Geddes; 1793 - 13 de noviembre de 1872) fue una pintora inglesa. Pintó retratos siguiendo el estilo de Sir Thomas Lawrence.

## Biografía
Carpenter nació en Salisbury en 1793, siendo parte de una prominente familia de Edimburgo, hija del capitán Alexander Geddes y Harriet Easton. Sus primeros estudios de arte los realizó a partir de los cuadros del castillo de Longford, perteneciente al conde de Radnor.   En 1817, se casó con William Hookham Carpenter, conservador de grabados y dibujos del Museo Británico.  Tuvo dos hijos, William y Percy Carpenter, quienes viajaron y también fueron pintores.  Tras la muerte de su marido en 1866, la reina Victoria le dio una pensión anual de 100 libras esterlinas, considerando tanto los servicios de su marido como en el reconocimiento de sus propios méritos artísticos.

## Carrera
En 1812, la obra "Cabeza de un niño" de Carpenter recibió una medalla de la Sociedad de Artes, quien le volvió a dar el premio en los siguientes dos años siguientes.  En 1814, fue a Londres y comenzó a trabajar como retratista de moda.  Expuso un retrato de Lord Folkestone en la Royal Academy ese año y un cuadro titulado 'The Fortune Teller' en British Institution. 
Carpenter expuso regularmente en la Royal Academy entre 1818 y 1866.  Su pintura La encajera se exhibió en la exposición Manchester Art Treasures de 1857,  y expuso en la British Institution y en la Suffolk Street Gallery . 
Un crítico escribió, de su obra Cabeza de un judío polaco, expuesta en la British Institution en 1823: "Es muy raro que una muestra de arte como ésta sea producida por la mano de una dama: aquí están el color, la luz, fuerza y efecto, así como un dibujo anatómico".  La pintura fue comprada por 45 guineas por el Marqués de Stafford, un influyente mecenas del arte que previamente había comprado su pintura ganadora de 1813. En diciembre de 2013, la imagen resurgió en una subasta de Christie's, con algunos daños por incendio, y fue comprada por un pariente de la familia para restaurarla. 
Algunos de los retratos expuestos de Carpenter están Sir H. Bunbury (1822), Lady Denbigh (1831) y Ada Lovelace (1835). Su último trabajo fue un retrato de William Whewell. 
Tres de sus obras están en la colección de la National Portrait Gallery de Londres, incluidos retratos de su marido, Bonington y del escultor John Gibson.  Su retrato de 'El segundo señor de Tabley con túnica académica' está en el comedor de la Casa Tabley, en Cheshire.  Su Retrato de una dama se exhibe en la Casa Museo Neill-Cochran en Austin, Texas.